# Liste des circonscriptions législatives de l'Eure
Le département français de l'Eure est, sous la Cinquième République, constitué de quatre circonscriptions législatives de 1958 à 1986, puis de cinq circonscriptions depuis le redécoupage de 1986, ce nombre étant maintenu lors du redécoupage de 2010, entré en application à compter des élections législatives de 2012.

## Présentation
Par ordonnance du 13 octobre 1958 relative à l'élection des députés à l'Assemblée nationale, le département de l'Eure est d'abord constitué de quatre circonscriptions électorales.
Lors des élections législatives de 1986 qui se sont déroulées selon un mode de scrutin proportionnel à un seul tour par listes départementales, le nombre de sièges de l'Eure a été porté de quatre à cinq.
Le retour à un mode de scrutin uninominal majoritaire à deux tours en vue des élections législatives suivantes, a maintenu ce nombre de cinq sièges,, selon un nouveau découpage électoral.
Le redécoupage des circonscriptions législatives réalisé en 2010 et entrant en application à compter des élections législatives de juin 2012, n'a modifié ni le nombre ni la répartition des circonscriptions de l'Eure.

## Composition des circonscriptions

### Composition des circonscriptions de 1958 à 1986
À compter de 1958, le département de l'Eure comprend quatre circonscriptions  regroupant les cantons suivants :
- 1re circonscription : Breteuil, Conches-en-Ouche, Damville, Évreux-Nord, Évreux-Sud, Nonancourt, Rugles, Saint-André-de-l'Eure, Verneuil-sur-Avre.
- 2e circonscription : Beaumesnil, Bernay, Beuzeville, Broglie, Cormeilles, Montfort-sur-Risle, Pont-Audemer, Quillebeuf-sur-Seine, Routot, Saint-Georges-du-Vièvre, Thiberville.
- 3e circonscription : Amfreville-la-Campagne, Beaumont-le-Roger, Bourgtheroulde, Brionne, Gaillon, Louviers, Le Neubourg, Pont-de-l'Arche.
- 4e circonscription : Les Andelys, Écos, Étrépagny, Fleury-sur-Andelle, Gisors, Lyons-la-Forêt, Pacy-sur-Eure, Vernon.

### Composition des circonscriptions depuis 1988
À compter du découpage de 1986, le département de l'Eure comprend cinq circonscriptions regroupant les cantons suivants :
- 1re circonscription : Breteuil, Damville, Évreux-Est, Évreux-Sud, Nonancourt, Pacy-sur-Eure, Saint-André-de-l'Eure, Verneuil-sur-Avre.
- 2e circonscription : Beaumont-le-Roger, Brionne, Conches-en-Ouche, Évreux-Nord, Évreux-Ouest, Le Neubourg, Rugles.
- 3e circonscription : Beaumesnil, Bernay-Est, Bernay-Ouest, Beuzeville, Broglie, Cormeilles, Montfort-sur-Risle, Pont-Audemer, Quillebeuf-sur-Seine, Routot, Saint-Georges-du-Vièvre, Thiberville.
- 4e circonscription : Amfreville-la-Campagne, Bourgtheroulde-Infreville, Gaillon, Gaillon-Campagne, Louviers-Nord, Louviers-Sud, Pont-de-l'Arche, Val-de-Reuil.
- 5e circonscription : Les Andelys, Écos, Étrépagny, Fleury-sur-Andelle, Gisors, Lyons-la-Forêt, Vernon-Nord, Vernon-Sud.

À la suite du redécoupage des cantons de 2014, les circonscriptions législatives ne sont plus composées de cantons entiers mais continuent à être définies selon les limites cantonales en vigueur en 2010. Les circonscriptions sont ainsi composées des cantons actuels suivants :
- 1re circonscription : cantons de Breteuil (15 communes), Évreux-1 (partie du centre-ville d'Evreux et de la Madeleine), Évreux-2 (commune de Saint-Vigor et partie du centre-ville d'Evreux et Nétreville), Évreux-3, Pacy-sur-Eure (23 communes), Saint-André-de-l'Eure et Verneuil d'Avre et d'Iton, commune des Ventes
- 2e circonscription : cantons de Breteuil (15 communes), Brionne, Conches-en-Ouche (sauf commune des Ventes), Évreux-1 (sauf partie du centre-ville d'Evreux et de la Madeleine), Évreux-2 (sauf commune de Saint-Vigor et partie du centre-ville d'Evreux et Nétreville) et Le Neubourg (34 communes)
- 3e circonscription : cantons de Bernay, Beuzeville, Bourg-Achard, Breteuil (19 communes) et Pont-Audemer
- 4e circonscription : cantons de Grand-Bourgtheroulde, Gaillon (sauf commune de Courcelles-sur-Seine), Louviers, Le Neubourg (8 communes), Pont-de-l'Arche et du Val-de-Reuil (sauf commune d'Amfreville-sous-les-Monts)
- 5e circonscription : cantons des Andelys, Gisors, Pacy-sur-Eure (11 communes), Romilly-sur-Andelle et Vernon, communes d'Amfreville-sous-les-Monts et Courcelles-sur-Seine